# Hoe zal ik het zeggen?
Hoe zal ik het zeggen? is een Vlaams televisieprogramma op VTM dat wordt geproduceerd door Shelter. In het programma, dat gebruikmaakt van verborgen camera, wordt een meestal ernstig bedoelde boodschap overgebracht op een ludieke manier. Het programma wordt gepresenteerd door Jens Dendoncker. Vanaf seizoen 4 in 2021 wordt hij bijgestaan door Jeroen Verdick.
In het programma worden zaken behandeld die zijn aangedragen door kijkers. Zelf komen zij er met de betrokken persoon niet uit, en men hoopt dat de boodschap wél overkomt als deze op een ludieke wijze wordt overgebracht met behulp van acteurs. Ook worden er in het programma willekeurige mensen aangesproken over een maatschappelijk probleem of komen zij in een bizarre situatie terecht.

## Presentatie
Het programma wordt gepresenteerd door Jens Dendoncker. Vanaf seizoen 4 in 2021 wordt hij bijgestaan door Jeroen Verdick.
| Presentatie     | Seizoen 1 | Seizoen 2 | Seizoen 3 | Seizoen 4 |
| --------------- | --------- | --------- | --------- | --------- |
| Jens Dendoncker |           |           |           |           |
| Jeroen Verdick  |           |           |           |           |

## Enkele voorbeelden
- Twee studentes vinden dat een van hun klasgenoten te veel spijbelt en steeds notities van hen wil kopiëren. Wanneer de klasgenoot in kwestie naar de tandarts moet, komt hij terecht bij een laatstejaars student die zijn stage doet. Aangezien de tandarts even weg moet, staat de stagiair in om bij de jongen een ingreep aan cariës uit te voeren. Deze stagiair zegt dat hij altijd veel heeft gespijbeld en dat hij nu notities moet gebruiken om de ingreep uit te voeren, wat hij ook effectief doet. Deze notities zijn allerhande diverse kopieën die niet altijd duidelijk zijn waardoor de stagiair moet bellen naar zijn klasgenoten voor meer uitleg. Ook verwondt hij zich (zogezegd) aan de boor.
- Twee zussen zijn het beu dat hun broer de toiletpot nooit kuist na een grote boodschap en dat er daardoor steeds restanten van feces achterblijven. Daarnaast schept de jongen over deze restanten op en stuurt hij zelfs foto's van de toiletpot met de zichtbare restanten naar zijn familieleden. De jongen in kwestie wordt uitgenodigd op een abstracte tentoonstelling met de naam "spatten" waar werken van een opkomend schilderstalent worden getoond. De werken zijn bewerkte foto's die de jongen eerder naar zijn zussen stuurde. Op zeker ogenblik geeft de schilder een dankwoord voor alle aanwezigen waarbij hij de jongen op het podium roept omdat hij de inspiratiebron was van de schilderijen waarbij hij ook het complete achtergrondverhaal vertelt en dat men dus in werkelijkheid feces-restanten ziet op de werken.
- De kinderen van Mathias Coppens vinden dat hun vader te veel bezig is met zijn smartphone. Wanneer Coppens naar het ziekenhuis gaat voor een routinecontrole zit hij inderdaad de hele tijd in de wachtkamer te tokkelen op zijn smartphone ondanks er duidelijke verbodsborden hangen en er al een opmerking is gekomen van enkele andere patiënten. In een nabijgelegen kamer is men met een hartoperatie bezig waar de ingreep duidelijk misloopt. De chirurg komt in de wachtkamer en stelt Coppens verantwoordelijk voor het onrechtstreeks overlijden van de patiënt: de stralingen van zijn smartphone hebben namelijk de apparatuur verstoord. De politie is onderweg om een proces-verbaal te maken en verklaringen af te nemen dewelke gebruikt worden in de rechtszaak tegen Coppens omwille van dit overlijden. Daarop komen de kinderen van Coppens de wachtkamer binnen en beseft Coppens dat hij inderdaad te veel met zijn smartphone bezig is.
- Een vrouw wil haar buurvrouw bedanken: zij maakt namelijk regelmatig eten klaar voor hen tijdens de verbouwingen van hun huis en toen hun kinderen in het ziekenhuis lagen. Wanneer de buurvrouw naar een bankkantoor gaat, wordt ze tegengehouden door drie ruige jongens die haar stoer en dreigend aanspreken. Plots zingen ze op de melodie van het lied Zeg 'ns meisje van Paul Severs een dankbericht waaruit duidelijk wordt wat de buurvrouw zoal allemaal doet voor haar omgeving.
- De ouders van Matteo Simoni zijn het beu dat hun zoon de gsm nooit opneemt wanneer ze bellen. Simoni gaat met zijn vader iets drinken. Plots komt er een vliegtuig over het terrein met een groot spandoek "Matteo Simoni, neem je gsm op als we bellen". Deze stunt had niet veel invloed, want twee weken later hebben zijn ouders nog exact hetzelfde probleem. Wanneer Simoni naar de dokter gaat voor een routineonderzoek, zegt de dokter dat er iets mis is met zijn hart en laat hij Simoni door de stethoscoop horen. Daar komt een bericht dat zijn hart het wel goed doet, maar dat het hart van zijn ouders steeds pijn doet telkens hij de telefoon niet opneemt wanneer zij bellen.
- Een moeder is het beu dat haar zoon 's nachts nog naar horrorseries kijkt zoals The Walking Dead en dat hij daardoor 's ochtends niet is uitgerust. Wanneer de jongen naar het ziekenhuis gaat voor een onderzoek, moet hij uiteraard in de wachtkamer zitten. De man naast hem begint zich plots vreemd te gedragen en verlaat in een soort slaapwandelen de ruimte. Op de televisie in de wachtkamer start een extra nieuwsuitzending: een nieuwsploeg staat voor het ziekenhuis waar de jongen zich bevindt. Er zijn die dag al verschillende mensen opgenomen met vreemd gedrag: het lijkt alsof ze niet meer beseffen waar ze zijn en zich als een zombie gedragen. Vervolgens komt er een zombie de wachtkamer binnen die wordt neergeklopt door veiligheidsagenten.
- Een vrouw wacht al lange tijd op het moment waarop ze door haar vriend ten huwelijk wordt gevraagd. Ondanks enkele hints die ze zelf gaf, bleef de vraag uit. De vrouw en haar vriend gaan iets drinken op een terras. Een man aan een andere tafel kijkt voortdurend naar haar, trakteert haar met een glas champagne en zegt dat ze een mooie vrouw is. Plots komt een andere man die de vrouw ook allerlei complimenten geeft en haar wil kussen. De vriend wordt daarop woedend en slaat de man neer. Het productiehuis moet dan ingrijpen om de man te bedaren en te zeggen dat hij zich in een verborgen camera-programma bevindt. Echter, wat de vriendin en de kijkers niet wisten, is dat de vechtpartij opgezet spel was. De vriend werd enkele dagen eerder ingelicht door het productiehuis wat zij van plan waren. Daarbij kreeg de vriend een snelcursus "geacteerd vechten" waarbij hij oefent met de stuntman die hij enkele dagen later ook zogezegd zal neerslaan. De vriend zegt dan dat hij niet snapte dat hij zijn vrouw ten huwelijk moest vragen en start een zogezegd verzonnen verhaal hoe hij zijn vrouw ten huwelijk zou vragen: met een huifkar getrokken door mooie paarden waar de gehele familie op zit. Op dat ogenblik arriveert de huifkar met de familie en vraagt de vriend de vrouw ten huwelijk.
- Veel autobestuurders vinden het ongepast dat sommige bestuurders een gedeelte van een file willen vermijden door over een parking of tankstation te rijden. De makers van het programma houden een auto tegen aan een benzinestation waarvan de bestuurster enkel reed om zulk deel van de file te vermijden. Ze krijgt bericht dat ze de honderdduizendste bezoekster is van het station en dat ze een grote geldsom heeft gewonnen. Dit alles moet gefilmd worden waarbij er uiteraard heel wat versprekingen en fouten gebeuren zodat men de opname telkens moet herstarten. Op deze manier verliest de vrouw meer tijd dan wanneer ze in de file had blijven staan. Net wanneer men wil afronden, komt een medewerker van het tankstation melden dat de vrouw niets heeft gekocht en dus geen recht heeft op de prijs. Ze krijgt ook het verwijt dat ze enkel deze weg nam om een deel van de file te passeren.
- De programmamakers hebben een pop-up winkel geopend waar men een maatpak kan kopen voor slechts vijftig euro. De winkel wordt uitgebaat door een Aziaat. De maten worden opgenomen door de assistent: een verwaarloosd kind. Verder is het duidelijk dat in het atelier enkel kinderen, gekleed in lompen, werken. Wanneer de assistent fouten maakt, krijgt deze een pak rammel. De uitbater zegt ook dat hij de kinderen zeer slecht betaalt en amper voedsel geeft om de productiekosten tot een minimum te herleiden. Wanneer de klanten de winkel verlaten, worden ze door het productiehuis ingelicht dat het over verborgen camera gaat en het thema gaat over goedkope (confectie)kledij dat in Aziatische landen in erbarmelijke omstandigheden wordt gemaakt en waar kinderarbeid niet wordt geschuwd.

## Prijzen
- GOLD Award op het WorldMediaFestival in Hamburg in de categorie ‘Entertainment: Comedy’[1]
- Op MipTV in Cannes won het de prijs voor ‘Beste Nieuwe Comedyformat’.[1]
- International Emmy Award voor beste ‘Non-Scripted Entertainment’ in 2018.[1]